# Schronisko w Czarownicy
Schronisko w Czarownicy – schronisko w rezerwacie przyrody Skamieniałe Miasto w Ciężkowicach, w województwie małopolskim, w powiecie tarnowskim. Pod względem geograficznym znajduje się na Pogórzu Ciężkowickim będącym częścią Pogórza Środkowobeskidzkiego.
Znajduje się w skale Czarownica tuż pod drogą nr 977. Schronisko ma otwór pod okapem południowej ściany tej skały (od strony rzeki Białej). Za otworem ciągnie się szczelina o wysokości 10 m, wnikająca w głąb skały. Jest dostępna na długości 4 m.  Dołem ma szerokość 0,5 m, górą klinowato zwęża się.
Schronisko wytworzyło się na szczelinie w piaskowcu ciężkowickim i jest pochodzenia wietrzeniowego. Jest w całości widne. Przy wysokim poziomie wód bywa zalewane przez rzekę.
Schronisko było prawdopodobnie znane od dawna, nie było jednak wymieniane w literaturze. Po raz pierwszy zmierzyli go członkowie Speleklubu Beskidzkiego i z Dąbrowy Górniczej. Plan opracował T. Mleczek.

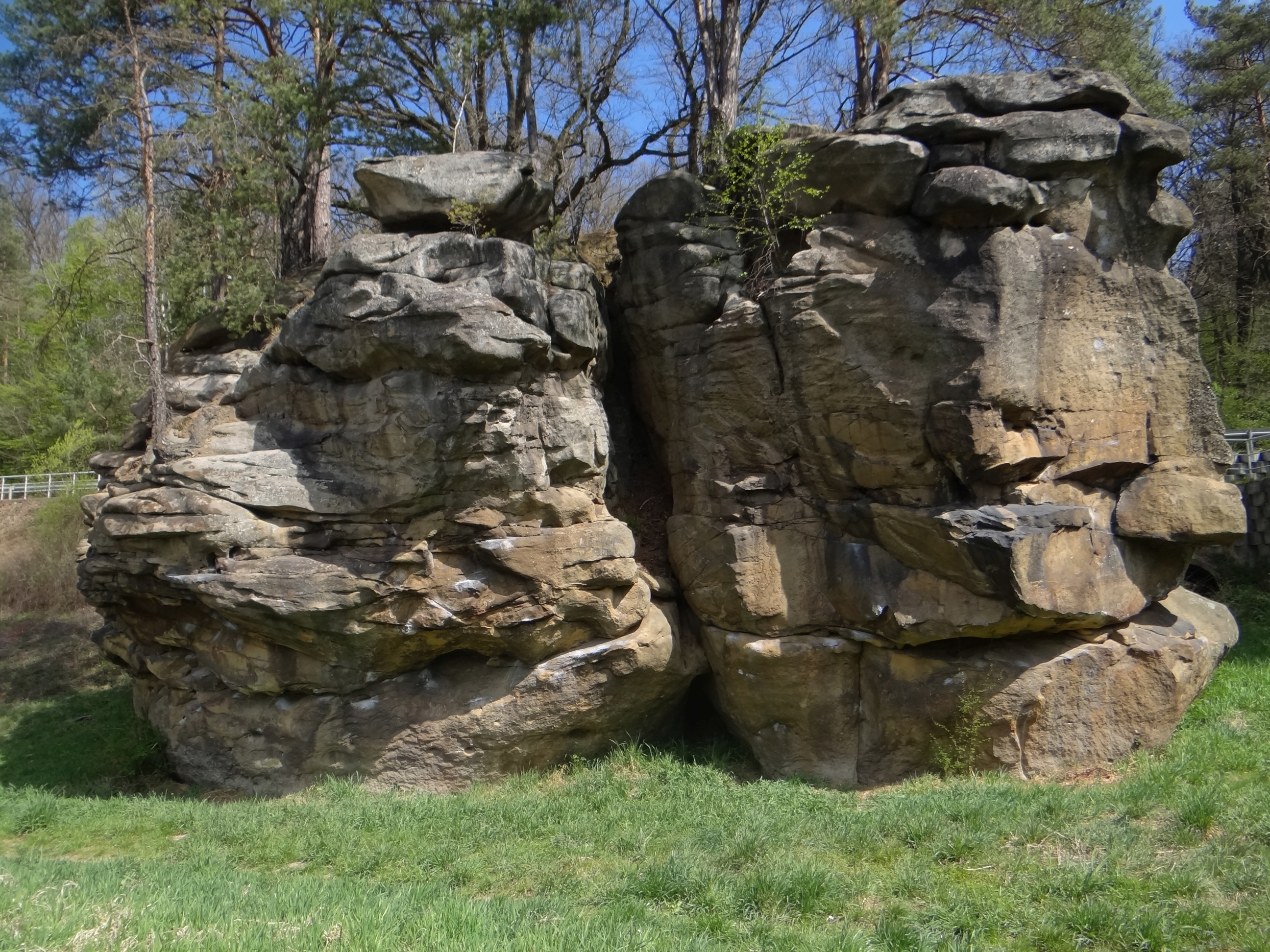
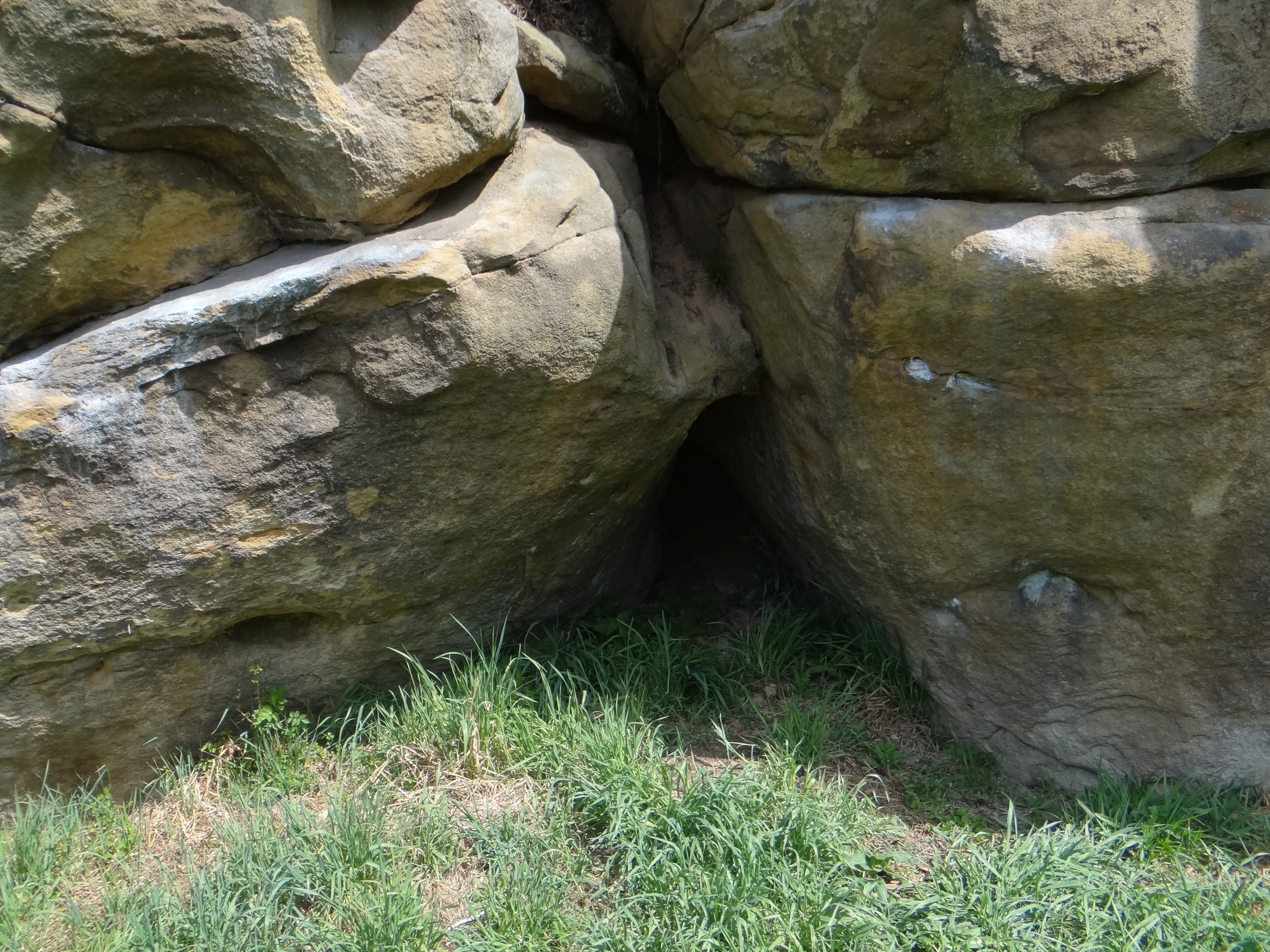
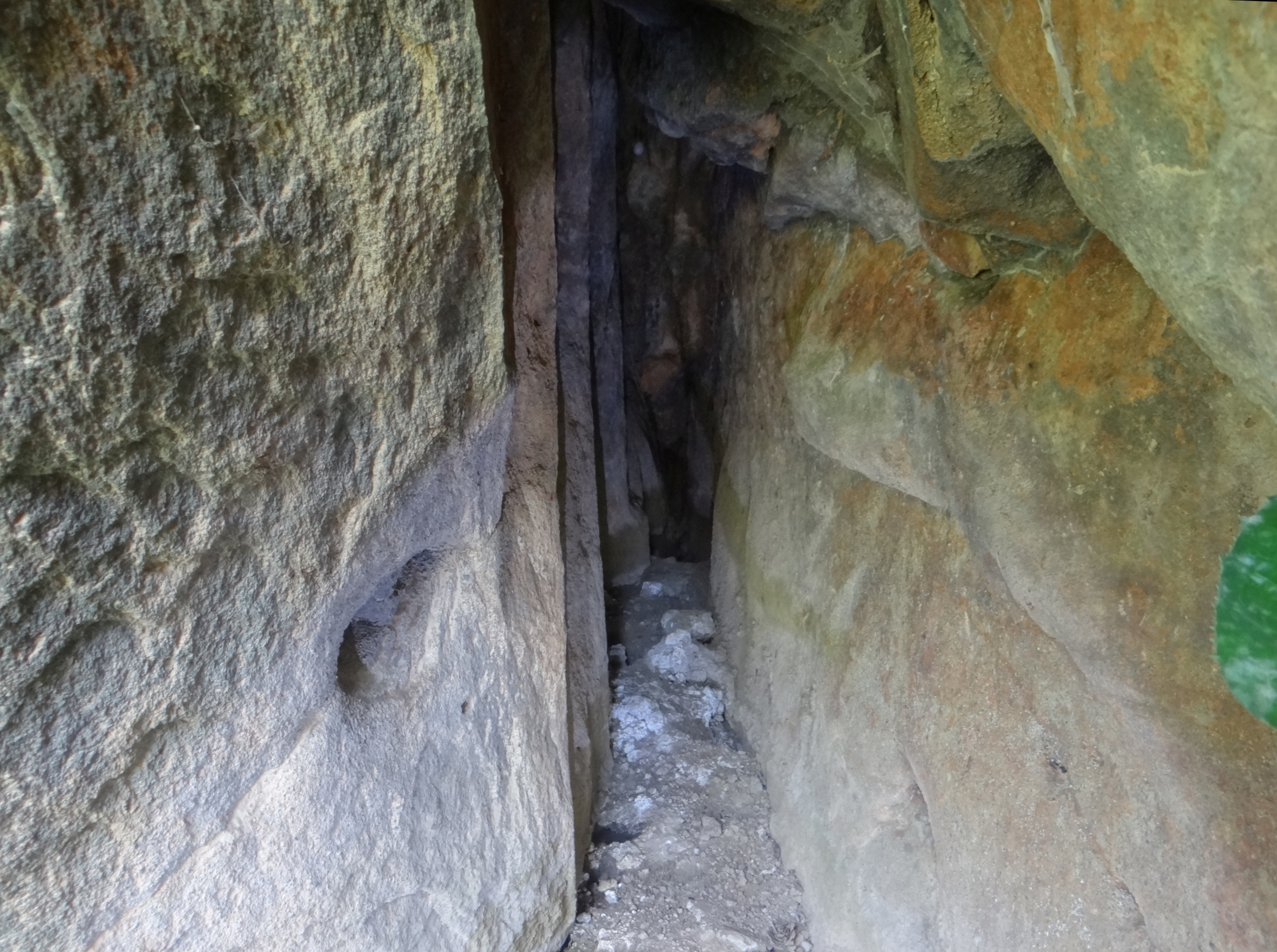